# グラハム・ヘンリー
グラハム・ヘンリー（Sir Graham William Henry, KNZM, 1946年6月8日 - ）は、ニュージーランド出身のラグビー指導者。2004年から2011年までラグビーニュージーランド代表（オールブラックス）ヘッドコーチ。名前の発音は「グラハム」より「グレァム」に近い。

## 来歴
高校教師

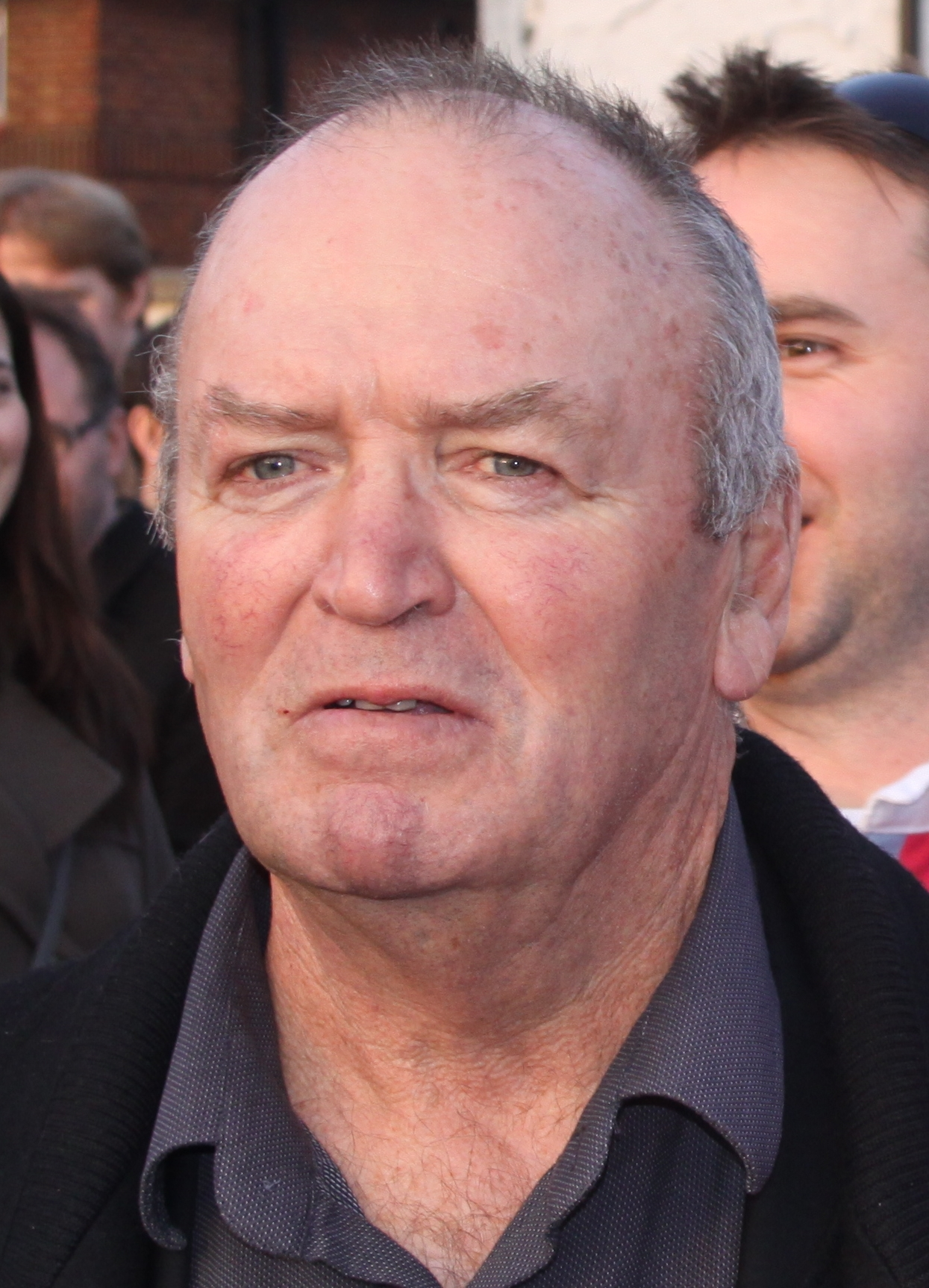
グラハム・ヘンリー（2011年3月撮影）

クライストチャーチ生まれ。クライストチャーチの名門クライストチャーチ・ボーイズハイスクール（CBHS）卒業。1969年オタゴ大学教育学ディプロマコース修了。オークランド・グラマー・スクール、ケルストン・ボーイズ・ハイスクールに勤務。教員として地理と体育を教え、ラグビーとクリケットを指導する。1979年マッセー大学教育学部卒業。ケルストン・ボーイズ・ハイスクール副校長、1987年から1996年まで同校の校長を務める。1996年にプロラグビーコーチへ転身するため教員生活から引退する。
オークランド・ラグビー・フットボール協会コーチ
1992年から1997年まで、オークランド州ラグビー代表ヘッドコーチを務めニュージーランド州代表選手権（NPC）では1993年から1996年の4年連続優勝。スーパー12（現在のスーパー14）ブルースヘッドコーチを兼任し1996年、1997年優勝、1998年準優勝の成績を残す。
ウェールズ代表ヘッドコーチ
1998年8月、ラグビーウェールズ代表ヘッドコーチに就任。当時、ウェールズラグビー史上最高年俸でのヘッドコーチ就任は大きな話題となる。就任後は低迷していたウェールズ代表の立て直しに成功しブリティッシュ・アンド・アイリッシュ・ライオンズヘッドコーチを兼任。同チーム初となる外国人ヘッドコーチに就任しチームを指揮する。2002年、ウェールズ対アイルランド戦で大敗しウェールズ代表ヘッドコーチを辞任。通算成績は36戦22勝1分13敗。
ニュージーランド代表アシスタントコーチ
ニュージーランドへ帰国後、オークランド州代表コーチ（2002年 - 2003年）、2003年にブルースコーチに就任（このときの役職は技術アドバーザー）。ジョン・ミッチェルオールブラックスヘッドコーチのアシスタントに就任（フォワード担当）。ラグビーワールドカップ2003でのオールブラックス準決勝敗退を受けミッチェルは辞任。ミッチェルの後任としてオールブラックスヘッドコーチに昇格。
ニュージーランド代表ヘッドコーチ
- 2004年シーズン

2004年にW杯勝利国イングランドと対戦し2勝するもトライネイションズでは4戦2勝2敗の成績で3位（最下位）に終わる。
- 2005年シーズン

トライネイションズ4戦3勝1敗で優勝。2005年度IRB年間最優秀監督賞を受賞。
- 2006年シーズン

トライネイションズ6戦5勝1敗で優勝。ヨーロッパ遠征（北半球遠征）4戦全勝。テストマッチ13戦12勝1敗の成績で終える。2006年度IRB年間最優秀監督賞、IRB年間最優秀チーム（ニュージーランド代表）、キャプテンを務めたリッチー・マコウがIRB年間最優秀選手に選出され最高のシーズンを終える。
- 2007年シーズン

ラグビーW杯を迎えたこのシーズンも順調な戦歴を重ねテストマッチ3戦3勝、トライネイションズ4戦3勝1敗で優勝。ニュージーランド代表はラグビーワールドカップ2007優勝国本命といわれ、予選プール4戦全勝で1位通過。しかし、決勝トーナメント準々決勝対フランスに敗れ敗退。この結果を受け、ニュージーランドラグビー協会(NZRU)はヘンリーの後任人事に着手すると発表。NZRUはヘンリーを含む4人の次期監督候補と面談し同年12月6日ヘンリーの留任を決定。2009年シーズン終了までの契約延長に合意した。2004年 - 2007年シーズンまでの通算成績48戦42勝6敗。この留任人事については莫大な遠征費やワールドカップでの惨敗など賛否両論の議論は絶えない。
- 2008年シーズン

トライネイションズ6戦4勝2敗で優勝、ブレディスローカップ4戦3勝1敗で優勝。ミッドイヤー・ラグビーテストマッチシリーズ（北半球遠征）ではスコットランド、アイルランド、ムンスター、ウェールズ、イングランドと対戦しグランドスラム（全勝）達成。IRB年間最優秀監督賞受賞。
- 2009年シーズン

トライネイションズ6戦3勝3敗（対南アフリカ戦全敗）で2位（1位は南アフリカ）、ブレディスローカップ4戦4勝で優勝。対フランス戦3戦2勝1敗、対イタリア戦2戦2勝、対イングランド戦1戦1勝、対ウェールズ戦1戦1勝、対バーバリアンズ戦1戦1敗。同年7月、NZRUと2011年ワールドカップ終了までの契約延長に合意。
- 2010年シーズン

2011年ワールドカップを翌年に控えたこの年、前哨戦にあたるスタインラガーシリーズ3戦3勝（対アイルランド1勝、対ウェールズ2勝）、トライネイションズ6戦6勝1位（優勝）、ブレディスローカップ4戦3勝1敗、英国遠征（イングランド、スコットランド、アイルランド、ウェールズ遠征）ではオールブラックス史上3度目、ヘンリー自身2度目のグランドスラム（全勝）を達成。IRB年間最優秀監督賞、IRB年間最優秀チーム賞を受賞しシーズンを終える。
- 2011年シーズン

シーズン開幕戦となるフィジー・テストでフィジーに勝利。トライネイションズ4戦2勝2敗で2位、2011年ワールドカップは予選プールから決勝戦まで全勝で終え24年ぶりにエリス杯を獲得。IRB年間最優秀監督賞（5度目）、IRB年間最優秀チーム賞（ラグビーニュージーランド代表）を受賞。同年11月1日、NZRUとの契約更新を待たず、オールブラックスヘッドコーチ職からの勇退を発表。2004年シーズンから2011年シーズンまでの通算成績は103戦88勝15敗、勝率85.4％。同年11月26日開催のラグビーオーストラリア代表対バーバリアンズヘッドコーチに指名され、トゥイッケナム・スタジアムで指揮を執るも11対60で敗戦。
- ポストシーズン

オールブラックスヘッドコーチ勇退後はラグビーイングランド代表ヘッドコーチ就任が噂されたが、2012年2月、ニュージーランドラグビー協会（NZRU）との間でラグビー指導者へコーチング指導を担当するメンター契約を帰結。NZRUとの契約期間は2013年末までの非常勤契約。2013年4月にラグビーアルゼンチン代表アドバイザーに就任し実質的なアシスタントコーチを務めた（契約は2014年3月まで）。2014年シーズンから古巣ブルースのテクニカルアドバイザーに就任。

## 人物
自ら“ラグビー選手としては平均的”という選手生活を送り、ラグビーニュージーランド代表（オールブラックス）に選出されたことはない。過去に幾度となくオールブラックスヘッドコーチ就任の噂が立ち、ヘッドコーチ候補にも上がったが落選し続けた。オールブラックス選出経験がなく、オールブラックスヘッドコーチを務めたのは、ジョン・ハートに続き2人目。
カンタベリー州（1965年 - 1966年）とオタゴ州（1967年 - 1968年）選出のクリケット選手として活躍した期間がある。
ローウィン夫人との間に2男1女。妻のローウィンは元ネットボール選手で現在は指導者。1999年11月にネットボールウェールズ代表チームのコーチに就任。競技種目は異なるも夫婦でウェールズ代表チームを指導した。2002年8月までウェールズ代表でコーチを務めた。
教員生活は25年に及び、マッセー大学のインタビューに対し「教員として学生を指導をすること、人材育成に関われることはオールブラックスコーチを務めるより大切なこと」「学問とスポーツをバランスよくこなす事がスポーツ選手として、人間として成長するために必要」と答えている。
2011年12月、ラグビー界への貢献により、エリザベス2世からニュージーランド・メリット勲章ナイトの勲位を授与され、サー(Sir)の称号を得る。
日本ラグビー界との接点
日本の早稲田大学ラグビー蹴球部臨時コーチとして1989年と2002年に来日指導をしている。早稲田大学ラグビー蹴球部の印象について、「早稲田の選手たちは非常に優秀。知的で練習熱心。教えていて楽しい。」とのコメントを残している。1989年当時、早稲田大学の選手だった清宮克幸も指導を受けた。